# Djävulens advokat (TV-serie)
Djävulens advokat (engelska: Devil's Advocate: The Mostly True Story of Giovanni Di Stefano) är en brittisk dokumentärserie från 2022 som hade premiär på SVT och SVT Play den 5 mars 2023. Serien är regisserad av Sam Hobkinson. Första säsongen består av tre avsnitt. Serien är baserad på verkliga händelser om låtsasadvokaten Giovanni Di Stefano(en) liv.

## Handling
Serien kretsar kring Giovanni Di Stefano, en bedragare som felaktigt utgav sig för att vara en jurist och advokat i syfte att kunna försvara några av världens mest ökända individer såsom exempelvis Manuel Noriega, Saddam Hussein, Slobodan Milosevic, Harold Shipman och Charles Manson.
2013 blev Di Stefano fälld i brittisk domstol till fängelse i 14 år för bland annat bedrägeri och penningtvätt.

## Medverkande
- Keir Charles
- Neal Craig
- Tino Orsini